# 倉持長次
倉持 長次（くらもち ちょうじ、大正13年（1924年）12月17日 - 平成17年（2005年）8月7日）は、日本の実業家。元日本製紙会長。漫画家のくらもちふさこと倉持知子は娘。

## 経歴
東京都出身。
平成5年（1993年）4月、十條製紙と山陽国策パルプが合併し、「日本製紙」となった。山陽国策パルプ出身の倉持が代表取締役会長に就任した。
平成17年（2005年）8月7日、肺がんのため東京都三鷹市の病院で死去、80歳。

## 家族・親族
- 妻（島根県浜田市三隅町出身[3]）
- 娘 くらもちふさこ、倉持知子